# Morska voda
Morska voda je voda iz mora ili oceana. U prosjeku voda u svjetskim oceanima ima salinitet od ~35‰ (promila). To znači da na svaku litru (1000 mL) morske vode dolazi 35 grama različitih soli (uglavnom, ali ne u potpunosti natrijevog klorida) rastvorenih u njoj. To se može opisati kao 0,6 M NaCl ili 0,6 mol·L-1 (ako je salinitet isključivo posljedica NaCl, što obično nije slučaj).
Iako većina morske vode u oceanima ima salinitet od oko 35‰, salinitet nije svuda isti. Najmanje slano more na svijetu se nalazi u istočnim dijelovima Finskog zaljeva i u sjevernom dijelu Botničkog zaljeva. Oni pripadaju Baltičkom moru. Najslanije otvoreno more je Crveno more, gdje visoke temperature i ograničena cirkulaciju rezultiraju u visokoj stopi isparavanja. Ono isto takom ima relativno mali prinos svježe vode iz rijeka. Salinitet u izoliranim morima i slanim jezerima (npr. Mrtvo more) je daleko veći. 
Gustoća morske vode je između 1020 i 1030 kg·m-3. Morska voda je gušća od slatke vode, jer rastvorene soli dodaju masu bez znatnog uvećanja obujma. Gustoća čiste vode je 1.0 g/ml na 4 °C. Točka ledišta morske vode se snižava s porastom koncentracije soli. Pri tipičnom salinitetu ona se smrzava na oko -2 °C. Najhladnija morska voda (u tekućem stanju) je bila zabilježena 2010. u struji ispod Antarktičkog ledenjaka, i iznosila je -2.6 °C. Brzina zvuka u morskoj vodi je 1500 m·s-1.

## Vanjske poveznice
- Tablice i softver za termofizičke osobine morske vode